# Pecunia non olet
Pecunia non olet è una locuzione latina il cui significato letterale è «Il denaro non ha odore».
È una frase che viene cinicamente usata per indicare che, qualunque sia la sua provenienza, "il denaro è sempre denaro" o "il denaro è solo denaro", nel senso che il mezzo non determina l'intenzione: la provenienza non darebbe alcuna connotazione positiva o negativa al mezzo/strumento che è il denaro e il suo utilizzo potrebbe essere positivo o non disdicevole.

## Etimologia
La tradizione, accolta da Svetonio in Vite dei Cesari e ripresa poi da Cassio Dione in Storia romana, vuole questa frase attribuita a Vespasiano (9-79), a cui il figlio Tito aveva rimproverato di avere messo una tassa, la centesima venalium, sull'urina raccolta nelle latrine gestite dai privati, popolarmente denominate da allora "vespasiani". Dall'urina veniva ricavata l'ammoniaca necessaria alla concia delle pelli e da questa tassazione provenivano cospicue entrate per l'erario.
Al di là dal significato ultimo di questa espressione, alle orecchie dei romani e dei parlanti latini tale frase forniva sicuramente un'immagine abbastanza curiosa e un po' ossimorica. Infatti l'etimologia della parola pecunĭa(m) ("denaro") in lingua latina derivava da pěcus, ossia "bestiame", perché anticamente gli animali, e soprattutto il bestiame allevato, rappresentavano la ricchezza posseduta e scambiabile dagli esseri umani per il tramite del baratto. Le pecore, i polli, e gli altri animali d'allevamento rappresentavano le banconote di un tempo quando ancora non vigeva l'uso delle monete. Alle orecchie dei romani questa frase non suonava soltanto come "il denaro non ha odore", ma anche come "le pecore non hanno odore", creando di conseguenza un curioso e per certi versi simpatico gioco di parole se riferito al loro odore caratteristico.